# MÁV Hídépítő Kft.
A MÁV Hídépítő Kft. (teljes nevén: teljes nevén: MÁV HÍDÉPITŐ Acélszerkezet, Híd és Mélyépítő Korlátolt Felelősségű Társaság) egy magyarországi vállalat, mely felszámolás alatt áll.

## Története
A üzem korábban Hídépítési Főnökség néven működött. Alapítási ideje: 1946 (Hídműhely és Tárolótelep Főnökség néven).
1992-től MÁV Hídépítő Kft. néven, a MÁV Zrt. leányvállalatként működött. A 2000-es évek közepén jelentős anyagi tartozások nehezítették meg működését, ezért többször felmerült a megszüntetése, nagy méretű, értékes telephelyének eladása. A telephely Budapest XIV. kerületében, a Mexikói út végén helyezkedett el. Oldalról az M3-as autópálya városligeti felüljárója, a BVSC sportlétesítményei, a Teleki Blanka utca, illetve Rákosrendező vasútállomás elhagyatott vágányhálózata határolja. Érdekesség, hogy a telephely két – használaton kívüli – nagyvasúti kapcsolattal is rendelkezett Rákosrendező felé: az első a Teleki Blanka utca keresztező teherpályaudvari sínekből közvetlenül ment be a gyár területére, míg a másik ettől keletebbre, a BVSC területén áthaladva jutott az üzembe.
A vállalat vezetőit 2010-ben hűtlen kezeléssel gyanúsították meg, a gyanú szerint a vállalat 900 millió forintos vesztesége mögött a cég vezetőinek hűtlen kezelést megalapozó döntései állnak.
2021-ben az épületek nagy részét lebontották, a területen a földalattihoz kapcsolódóan P+R parkoló(ház?) épül.

## Galéria

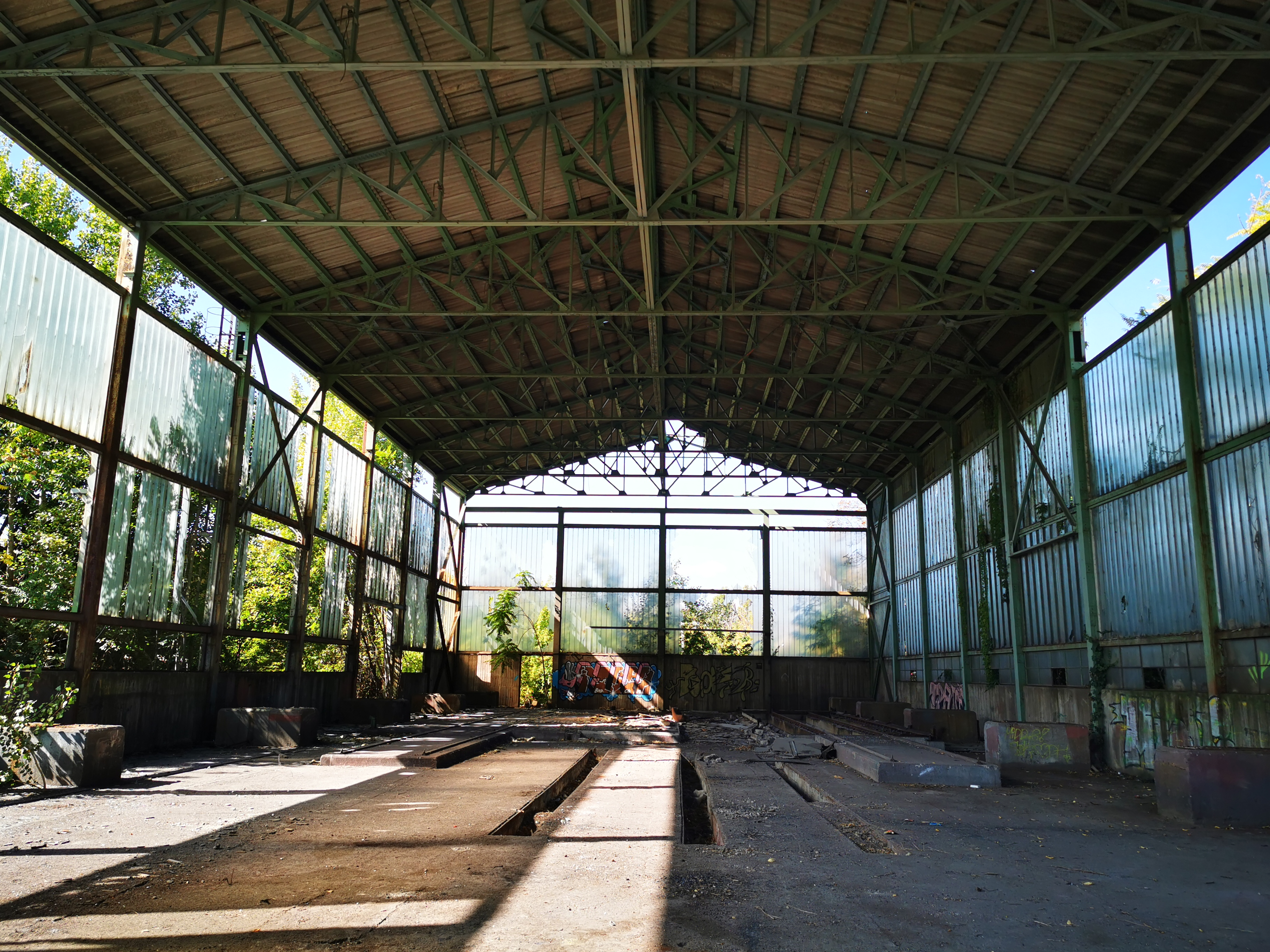
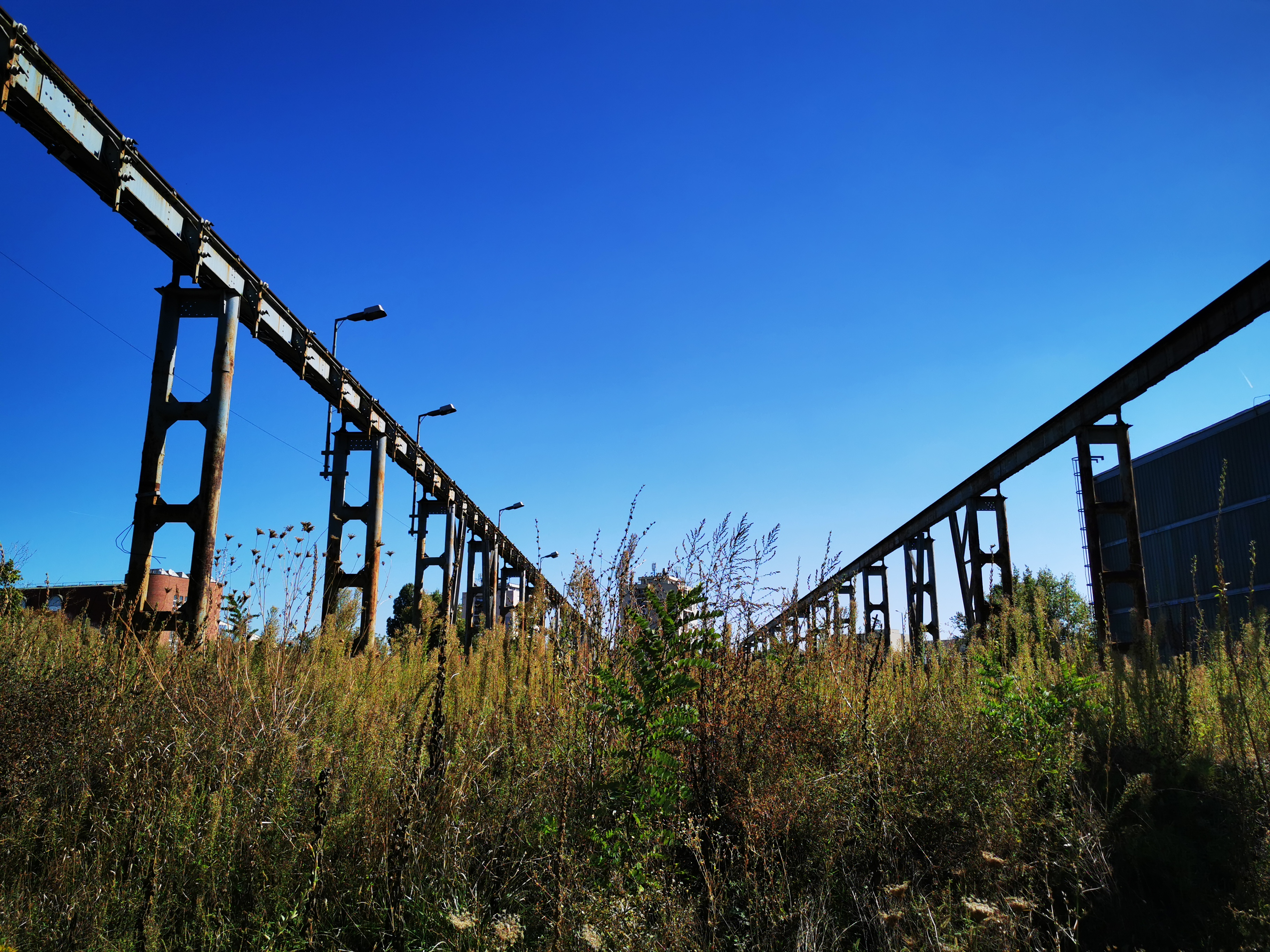
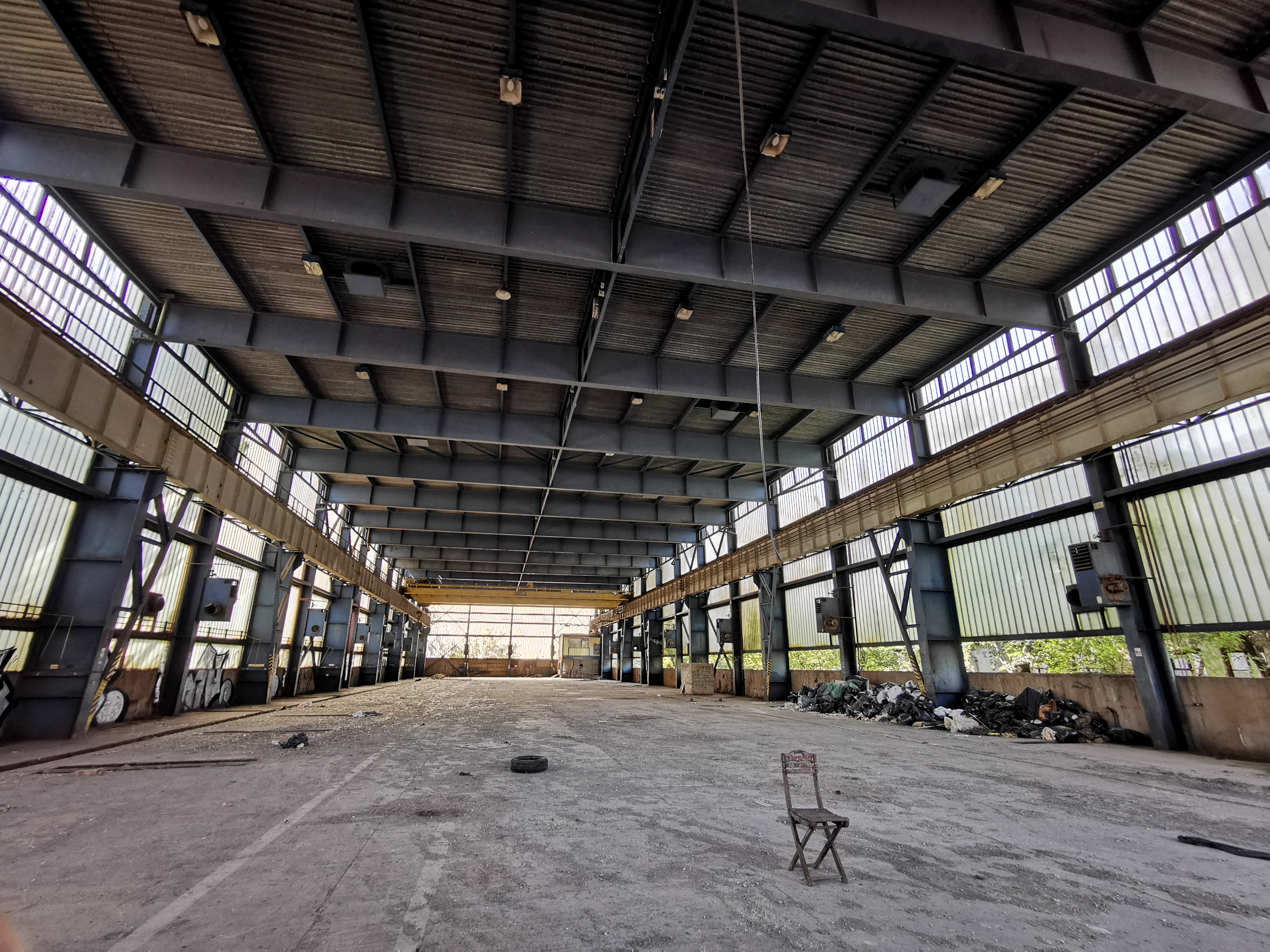
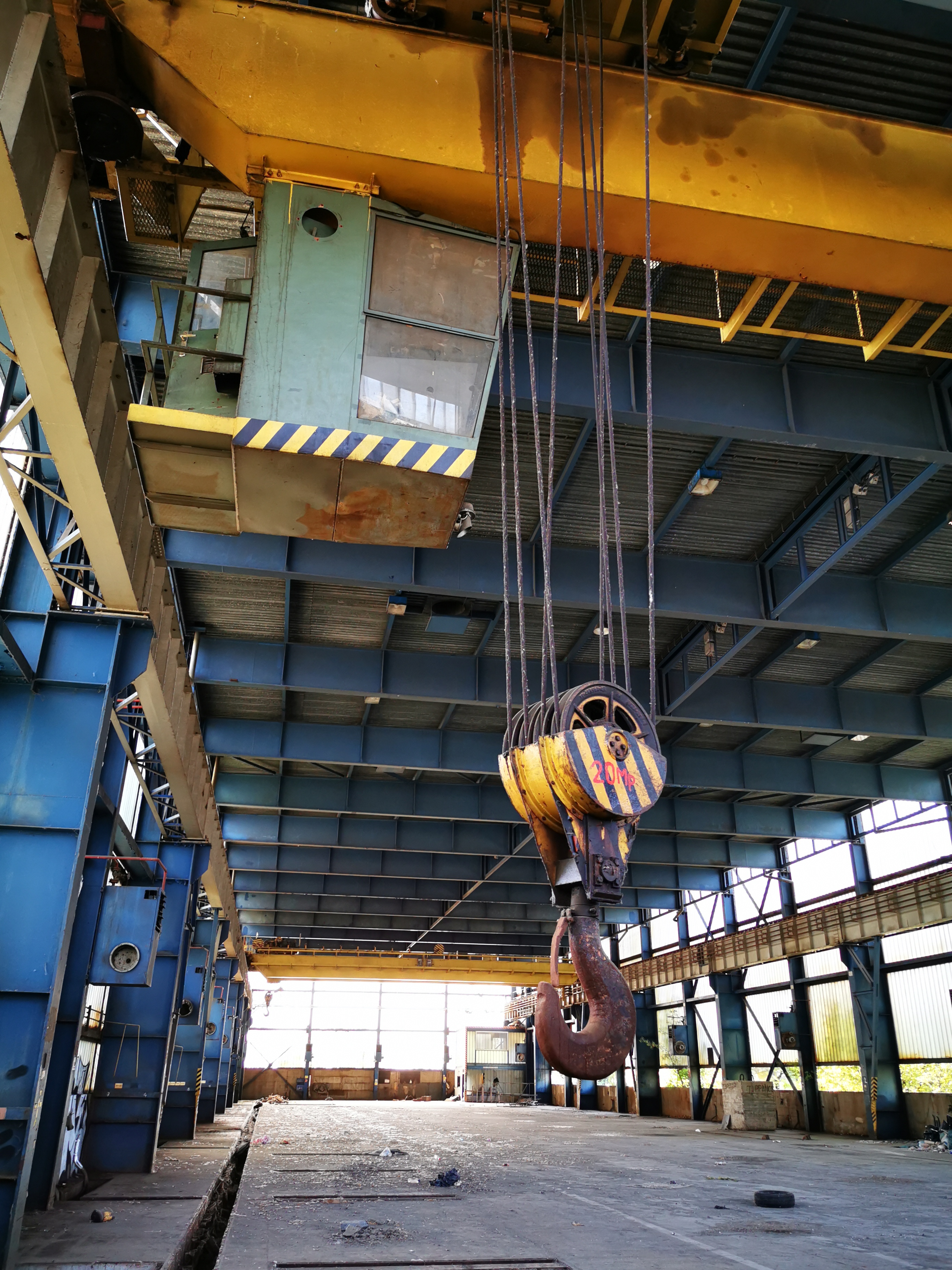
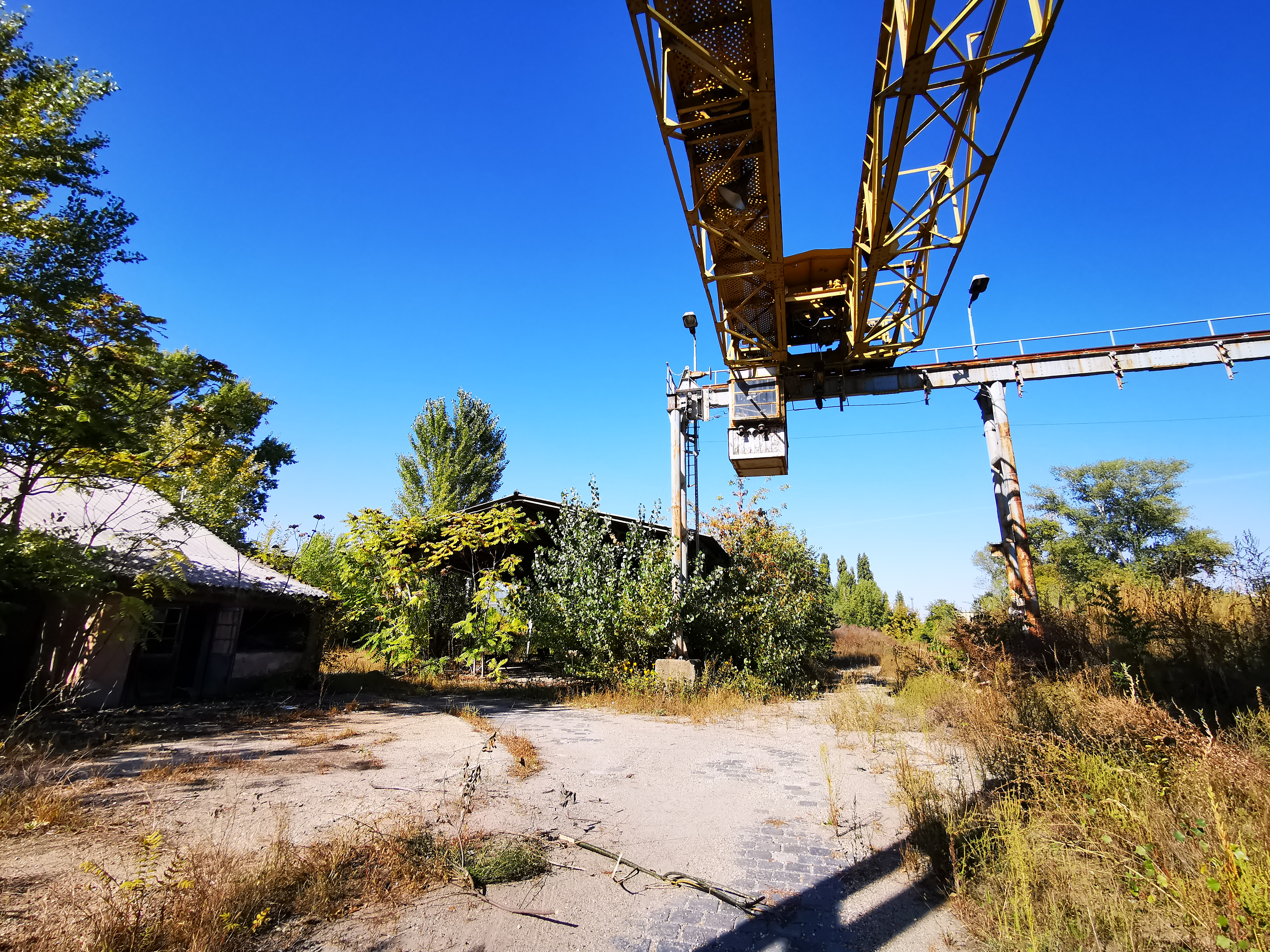